# Поганое (озеро, Петропавловск)
Поганое (каз. Поганое) — озеро в черте города Петропавловск Северо-Казахстанской области Казахстана. Находится на южной окраине города вблизи района Куйбышевское. Сообщается с озером Солёное.
По данным топографической съёмки 1940-х годов, площадь поверхности озера составляет 1,06 км². Наибольшая длина озера — 2,7 км, наибольшая ширина — 1 км. Длина береговой линии составляет 5,2 км, развитие береговой линии — 1,37. Озеро расположено на высоте 99,5 м над уровнем моря.